# USS 칼 빈슨
USS 칼 빈슨(CVN-70)은 미 해군에서 건조한 세번째 니미츠급 항공모함으로, 미국 조지아주 하원의원으로 50년 이상 재직하면서 미 해군의 발전에 크게 기여한 칼 빈슨(Carl Vinson)의 이름을 딴 대형항공모함이다. 본 함은 1980년 진수되어 1982년 취역하였고, 2005년부터 2009년까지 핵 연료 재충전과 점검을 마쳤다. 칼 빈슨의 콜사인은 골드 이글(Gold Eagle)이다.

## 이름
미국 해군의 발전에 크게 기여한 칼 빈슨(Carl Vinson) 하원의원(조지아주)의 이름을 함명으로 정했다.
칼 빈슨은 50년 동안 하원의원을 지냈으며, 그 중 29년 동안 미국 하원 해양 위원회(the House Naval Affairs and Armed Services Committee) 위원장을 지냈다.
1938년 5월 17일, 미해군 전력을 20% 증강하는 내용의 제2차 빈슨법(Naval Act of 1938)이 의회를 통과하면서 신형 전함과 항공모함이 추가로 건조되었다.
1940년 7월 19일, 대일본제국과 나치 독일에 대적하기 위한 빈슨-왈쉬법 또는 제3차 빈슨법(Two-Ocean Navy Act)이 통과되어 미 해군의 규모가 또다시 대폭 확장되었다.

## F-35C
미국 해군 역사상 최초로 F-35C가 칼빈슨호에 배치되었다. VFA-147 비행대대는 2018년 1월 최초의 F-35C 비행대대로 선정되었다. 2019년 3월 1일, USS 시어도어 루스벨트 (CVN-71)에서 칼빈슨호로 배치장소 이동이 결정되었다.
F-35C를 운용하는 VFA-125 비행대대는 USS 에이브러햄 링컨 (CVN-72)에 배치되었다.

## 작전
칼 빈슨 호는 데저트 스트라이크 작전, 이라크 전쟁, 서던 워치 작전, 항구적 자유 작전 등의 군사작전에 참여하였다. 또한 2011년 사살된 오사마 빈라덴의 시신이 본 함의 갑판에서 수장되었다.